# Louis Antoine Crozat
Louis Antoine Crozat (1700-1770), baron de Thiers, seigneur de Lafauche, Vignory, Semilly, Sexfontaines et Marbéville, est un militaire et collectionneur d'art français.

## Biographie
Baptisé à Paris, paroisse Saint Eustache, le 14 juillet 1700, il est l'un des fils du financier Antoine Crozat qui lui transmet de nombreuses terres. Officier, il sert dans les armées du Roi et atteint en 1745 le grade de brigadier des armées du Roi,.
Il est aussi lieutenant général pour le Roi de la province de Champagne.
En 1742, il hérite de ses parents l'hôtel d'Evreux, à Paris, 19 place Vendôme, qu'il fait remanier par l'architecte Pierre Contant d'Ivry. En 1751, il rachète à la succession de son frère Joseph Antoine Crozat, marquis de Thugny, l'hôtel mitoyen du 17 place Vendôme : l'hôtel Crozat.
Il hérite de son frère Joseph Antoine Crozat, marquis de Thugny, décédé en 1751, outre le marquisat de Thugny, une partie de l'une des plus importantes collections d'art de son temps, la collection Crozat, constituée à l'origine par leur oncle, Pierre Crozat. Il reçoit de son autre frère, Louis-François Crozat, marquis du Châtel, mort en 1750, une autre partie de cette collection. Cette dernière comportait, aux deux tiers, des tableaux de l'école italienne et, pour le tiers restant, des tableaux des écoles flamande, hollandaise et française. Lui aussi amateur d'Art, Il accroit cette collection d'œuvres de ces trois dernières écoles, la dispose dans l'hôtel d'Evreux et l'ouvre à la visite du public. Il en fait imprimer un catalogue en 1755. La collection Crozat est alors la seule collection d'Art accessible au public à Paris.
Après sa mort, survenue à Paris le 15 décembre 1770, ses trois filles vendent en bloc, par l'entremise de Denis Diderot, la plus grande partie de cette célèbre collection, conservée aujourd'hui au musée de l'Ermitage à Saint-Pétersbourg.

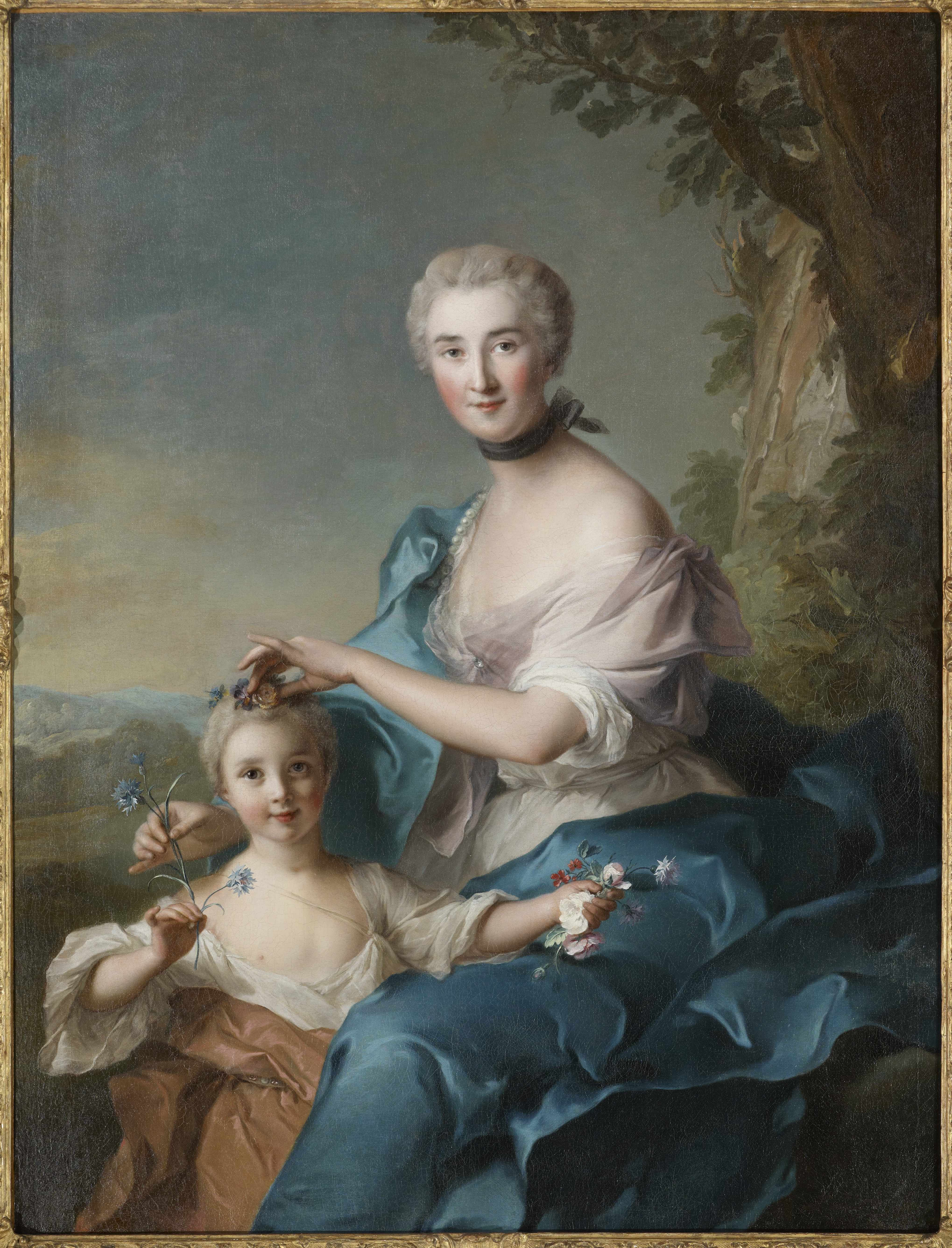
Portrait de Madame Crozat de Thiers et sa fille Antoinette
1733 par Jean-Marc Nattier
Musée d'art d'Indianapolis

### Mariage et descendance
Louis Antoine Crozat épouse le 19 décembre 1726 Louise-Augustine de Montmorency Laval (1712-1770), fille de Claude-Charles de Montmorency, marquis de Laval, seigneur de Chennebrun, et Marie-Thérèse de Hautefort. Il en a trois filles :
- Antoinette Louise Marie Crozat, dame de la baronnie de Thiers (Paris, paroisse Saint-Roch, 28 avril 1731 - Glatigny, près Versailles, 30 mai  1809), mariée le 19 mars 1749 avec le comte Joachim Casimir Léon de Béthune-Selles, brigadier des armées du roi, lieutenant général pour le Roi de la province d'Artois, gouverneur des ville et citadelle d'Arras, dont postérité. Leur fille Louise Charlotte de Béthune (1759-1818), hérite du château de Thugny-Trugny, qu'elle transmet à son fils unique, René Louis Victor de La Tour du Pin.
- Louise Augustine Salbigothon Crozat de Thiers (Paris, paroisse Saint Roch, 25 octobre 1733 - Altona, 8 mai 1813), dame de Lafauche, mariée à Paris le 11 avril 1752 avec               Victor François de Broglie, deuxième duc de Broglie, maréchal de France, dont postérité ;
- Louise Thérèse Crozat de Thiers (Paris, paroisse Saint-Roch, 15 octobre 1735 - vivante en 1780[6]), mariée le 19 avril 1755 avec le marquis Armand Louis de Béthune-Chabris, dont postérité.

### Portrait
Le portrait de son épouse avec une de leurs filles, a été peint en 1733 par Jean-Marc Nattier.